# دانيال ليونارد
دانيال ليونارد (بالإنجليزية: Daniel Leonard)‏ هو سياسي أمريكي، ولد في 18 مايو 1740، وتوفي في 27 يونيو 1829.